# Roberto Monzón
Roberto Monzón González (* 30. März 1978 in Havanna) ist ein ehemaliger kubanischer Ringer. Er gewann bei den Olympischen Spielen 2004 in Athen eine Silbermedaille im griechisch-römischen Stil im Federgewicht.

## Werdegang
Roberto Monzón begann als Jugendlicher im Jahre 1988 in Havanna mit dem Ringen. Er konzentrierte sich dabei auf den griechisch-römischenStil. Er trainierte hauptsächlich in einem Leistungszentrum des kubanischen Ringerverbandes in Havanna. Sein Trainer war Pedro Val. Der studierte Sportlehrer rang bei einer Größe von 1,65 Metern zunächst im Bantamgewicht und wechselte im Laufe seiner Karriere in das Federgewicht.
Seinen ersten Start bei einer internationalen Meisterschaft absolvierte er bei der Junioren-Weltmeisterschaft (Altersgruppe Cadets) im Jahre 1993 in Lünen (Deutschland). Er belegte dabei in der Gewichtsklasse bis 40 kg den 3. Platz. 1994 und 1996 wurde er dann in Budapest (Ungarn) bzw. in Wałbrzych (Polen) jeweils Junioren-Weltmeister (Altersgruppe Juniors) in den Gewichtsklassen bis 46 kg bzw. 54 kg Körpergewicht. Bei der Junioren-Weltmeisterschaft 1997 in Turku (Finnland) gewann er dann in der Gewichtsklasse bis 56 kg noch einmal eine Bronzemedaille.
Seinen ersten Start bei einer internationalen Meisterschaft bei den Senioren hatte er bei der panamerikanischen Meisterschaft 1998 in Winnipeg (Kanada). Er belegte dabei im Bantamgewicht hinter James Grünwald aus den Vereinigten Staaten den 2. Platz. 1999 nahm er an den panamerikanischen Spielen in Winnipeg teil und kam dort hinter Dennis Hall aus den Vereinigten Staaten auf den 2. Platz. 1999 startete er auch erstmals bei einer Weltmeisterschaft der Senioren. In Athen kam er dabei im Bantamgewicht zu einem Sieg über Rıfat Yıldız aus Deutschland, unterlag aber schon in seinem nächsten Kampf gegen Koba Guliaschwili aus Georgien, womit er ausschied und nur auf den 27. Platz einkam.
Bei der panamerikanischen Meisterschaft 2000 in Cali (Kolumbien) belegte er wiederum hinter Dennis Hall den 2. Platz. Für die Teilnahme an den Olympischen Spielen dieses Jahres konnte er sich nicht qualifizieren. 2001 wurde Roberto Monzón in Santo Domingo (Dominikanische Republik) im Bantamgewicht erstmals panamerikanischer Meister vor James Grünwald und Armando Fernandez Garcia aus Mexiko. Wenige Monate später gewann er bei der Weltmeisterschaft 2001 in Patras (Griechenland) im Bantamgewicht dann mit Siegen über Stanislaw Lomatschinski (Russland), Pasi Huhtala (Finnland), Petr Švehla (Tschechien) und Ali Ashkani Agboloag (Iran) einer Niederlage gegen Dilshod Aripov (Usbekistan) und einem Sieg über den vielfachen Weltmeister und Olympiasieger Armen Nasarjan (Bulgarien) eine WM-Bronzemedaille.
2002 wurde er in Maracaibo wieder panamerikanischer Meister, erstmals im Federgewichtstartend, vor James Grünwald und Luis Ygnacio Liendo aus Venezuela. Bei der Ringer-Weltmeisterschaft dieses Jahres in Moskau gewann er im Federgewicht mit Siegen über Yang Chang (China), Ivan Alexander (Israel), Rustem Mambetow (Russland) und Schamseddin Chudaiberdijew (Usbekistan), einer Niederlage gegen Włodzimierz Zawadzki (Polen) und einem Sieg über Oleksandr Chwoschtsch (Ukraine) erneut eine Bronzemedaille. 2003 siegte er bei den panamerikanischen Spielen in Santo Domingo vor Luis Ygnacio Liendo und James Grünwald und wurde anschließend in Créteil mit Siegen über Nikolai Baraban (Russland), Djamel Ainaoui (Frankreich), Juri Kohl (Deutschland), Wlodzimierz Zawadzki und Eusebiu Diaconu (Rumänien) und einer Niederlage im Finale gegen Armen Nasarjan (Bulgarien) Vize-Weltmeister.
2004 siegte er dann wieder bei der panamerikanischen Meisterschaft in Guatemala-Stadt, bei der er erstmals im Leichtgewicht antrat, vor dem US-Amerikaner Ron Muir und Carlos Ramos aus Venezuela. Bei den Olympischen Spielen 2004 startete er wieder im Federgewicht und erreichte dort mit Siegen über Ali Ashkani Abgoloag, Christos Gikos (Griechenland), Seref Tüfenk (Türkei) und Alexei Schewzow (Russland) das Finale um den Olympiasieg, in dem er allerdings dem Südkoreaner Jung Ji-hyun nach hartem Kampf nach Punkten (0:3 Punkte) unterlag. Er gewann damit die olympische Silbermedaille.
Nach diesen Olympischen Spielen war Roberto Monzón noch bis zu den nächsten Olympischen Spielen im Jahre 2008 in Peking aktiv. Er siegte dabei noch viermal bei den panamerikanischen Meisterschaften bzw. Spielen, konnte sich aber bei den Weltmeisterschaften nicht mehr im Vorderfeld platzieren. Bei der Weltmeisterschaft 2005 belegte er den 23. Platz nach einer überraschenden Niederlage gegen den Ägypter Ashraf Meligny El Garably, 2006 kam er auf den 10. Platz, wo er nach zwei gewonnenen Kämpfen gegen Eusebiu Diaconu ausschied und 2007 reichte es für ihn in Baku nach einem Sieg über Petr Švehla und einer Niederlage gegen den Chinesen Sheng Jiang nur zum 22. Platz.
Ein sehr gutes Ergebnis erzielte er dann noch einmal bei den Olympischen Spielen 2008 in Peking, der letzten internationalen Meisterschaft, an der er teilnahm. Er siegte dort im Federgewicht gegen Sebastien Hidalgo (Frankreich), unterlag dann gegen Islambek Albijew(Russland), konnte aber, da dieser Olympiasieger wurde, in der Trostrunde weiterringen, in der er zunächst über Söner Sucu aus der Türkei gewann, dann aber im Kampf um eine olympische Bronzemedaille gegen Ruslan Tümönbajew aus Kirgisistan unterlag.

## Internationale Erfolge
| Jahr | Platz  | Wettbewerb                                              | Gewichtsklasse | Ergebnisse |
| 1993 | 3.     | Junioren-WM (Cadets) in Lünen/Deutschland               | bis 40 kg      | hinter Sergei Kuntarjew, Russland und Erkan Dündar, Türkei |
| 1994 | 1.     | Junioren-WM (Juniors) in Budapest                       | bis 46 kg      | vor Roland Mayer, Ungarn und Im Dae-won, Südkorea |
| 1996 | 1.     | Junioren-WM (Juniors) in Wałbrzych                      | bis 54 kg      | vor Norbert Futo, Jugoslawien und Nureddin Radschabow, Aserbaidschan |
| 1997 | 3.     | Junioren-WM (Juniors) in Turku                          | bis 56 kg      | hinter Parviz Kasimow, Ukraine und Maxim Semjonow, Russland |
| 1998 | 1.     | Großer Preis von Italien in Faenza                      | Bantam         | vor Ergüder Bekisdamat, Türkei und Ralf Zentgraf, Österreich |
| 1998 | 2.     | Pan Amerik. Meisterschaft in Winnipeg                   | Bantam         | hinter James Grünwald, USA, vor Armando Fernandez Garcia, Mexiko |
| 1999 | 2.     | Pan Amerik. Spiele in Winnipeg                          | Bantam         | hinter Dennis Hall, USA, vor Sydney Guzman Villacosta, Peru |
| 1999 | 27.    | WM in Athen                                             | Bantam         | nach einem Sieg über Rifat Yildiz, Deutschland und einer Niederlage gegen Koba Guliaschwili, Georgien |
| 2000 | 2.     | Pan Amerik. Meisterschaft in Cali/Kolumbien             | Bantam         | hinter Dennis Hall, vor Jairo Alvarado, Venezuela |
| 2001 | 1.     | Pan Amerik. Meisterschaft in Santo Domingo/Dom. Rep.    | Bantam         | vor James Grünwald und Armando Fernandez Garcia |
| 2001 | 3.     | WM in Patras                                            | Bantam         | nach Siegen über Stanislaw Lomatschinski, Russland, Pasi Huhtala, Finnland, Petr Švehla, Tschechien und Ali Ashkani Agboloag, Iran, einer Niederlage gegen Dilshod Aripov, Usbekistan und einem Sieg über Armen Nasarjan, Bulgarien |
| 2002 | 1.     | Pan Amerik. Meisterschaft in Maracaibo                  | Feder          | vor James Grünwald und Luis Ygnacio Liendo, Venezuela |
| 2002 | 1.     | Großer Preis von Deutschland in Dortmund                | Feder          | vor Schamseddin Chudaiberdijew, Usbekistan und Dilshod Aripov |
| 2002 | 3.     | WM in Moskau                                            | Feder          | nach Siegen über Yang Chang, China, Iwan Alexandrow, Israel, Rustem Mambetow, Russland und Schamseddin Chudaiberdijew, einer Niederlage gegen Wlodzimierz Zawadzki, Polen und einem Sieg über Oleksandr Chwoschtsch, Ukraine        |
| 2003 | 3.     | Dave-Schultz-Memorial-International in Colorado Springs | Feder          | hinter Makoto Sasamoto, Japan und James Grünwald |
| 2003 | 1.     | Pan Amerik. Spiele in Santo Domingo/Dom. Rep.           | Feder          | vor Luis Ygnacio Liendo und James Grünwald |
| 2003 | 2.     | WM in Créteil                                           | Feder          | nach Siegen über Nikolai Baraban, Russland, Djamel Ainaoui, Frankreich, Juri Kohl, Deutschland, Wlodzimierz Zawadzki, Polen und Eusebiu Diaconu, Rumänien und einer Niederlage gegen Armen Nasarjan                                 |
| 2004 | 1.     | Pan Amerik. Meisterschaft in Guatemala-Stadt            | Leicht         | vor Ron Muir, USA und Carlos Ramos, Venezuela |
| 2004 | 10.    | Großer Preis von Deutschland in Dortmund                | Feder          | Sieger: Alexei Schewzow, Russland vor Dilshod Aripov |
| 2004 | Silber | OS in Athen                                             | Feder          | nach Siegen über Ali Ashkani Agboloag, Iran, Christoe Gikas, Griechenland, Seref Tüfenk, Türkei und Alexei Schewzow und einer Niederlage gegen Jung Ji-hyun, Südkorea                                                               |
| 2005 | 1.     | Welt-Cup in Teheran                                     | Feder          | vor Nurbakit Tengisbajew, Kasachstan und Alexei Schewzow |
| 2005 | 1.     | Pan Amerik. Meisterschaft in Guatemala-Stadt            | Feder          | vor Luis Ygnacio Liendo und Juri Estevas, Brasilien |
| 2005 | 1.     | Großer Preis von Deutschland in Dortmund                | Feder          | vor Michail Semenow, Weißrussland und Juri Kohl |
| 2005 | 3.     | Universitäten-WM in Izmir                               | Feder          | hinter Ali Ashkani Agboloag und Kim Geon-hai, Südkorea |
| 2005 | 23.    | WM in Budapest                                          | Feder          | nach einer Niederlage gegen Ashraf Meligny El Garably, Ägypten |
| 2006 | 2.     | Welt-Cup in Budapest                                    | Feder          | hinter István Majoros, Ungarn, vor Bunyamin Emik, Türkei |
| 2006 | 2.     | Central American & Caribbean Games in Cartagena         | Feder          | hinter Luis Ygnacio Liendo, vor Milton Bailey, Guatemala |
| 2006 | 10.    | WM in Guangzhou                                         | Feder          | nach Siegen über Karen Mnazakanjan, Armenien und Svajunas Adomaitis, Litauen und einer Niederlage gegen Eusebiu Diaconu |
| 2007 | 1.     | Pan Amerik. Meisterschaft in San Salvador               | Feder          | vor Ivar Duke, Kolumbien und Maria Molina Cortez, Peru |
| 2007 | 1.     | Pan Amerik. Spiele in Rio de Janeiro                    | Feder          | vor Lindsey Durlacher, USA und Luis Ygnacio Liendo |
| 2007 | 22.    | WM in Baku                                              | Feder          | nach einem Sieg über Petr Švehla und einer Niederlage gegen Sheng Jiang, China |
| 2008 | 1.     | Pan Amerik. Meisterschaft in Colorado Springs           | Feder          | vor Manuel Lopez, Mexiko und Ivan de Jesus Duque Arango, Kolumbien |
| 2008 | 2.     | Großer Preis von Deutschland in Dortmund                | Feder          | hinter Makoto Sasamoto, vor Sebastian Möser, Deutschland und Edward Barsegjan, Polen |
| 2008 | 5.     | OS in Peking                                            | Feder          | nach einem Sieg über Sebastien Hidalgo, Frankreich, einer Niederlage gegen Islambek Albijew, Russland, einem Sieg über Söner Sucu, Türkei und einer Niederlage gegen Ruslan Tümönbajew, Kirgisistan                                 |

## Erläuterungen
- alle Wettbewerbe im griechisch-römischen Stil
- OS = Olympische Spiele, WM = Weltmeisterschaften
- Bantamgewicht, bis 2001 bis 58 kg, Federgewicht, seit 2002 bis 60 kg und Leichtgewicht, seit 2002 bis 66 kg Körpergewicht